# لورين غرينفيلد
لورين غرينفيلد (بالإنجليزية: Lauren Greenfield)‏ هي مصورة وصحفية ومخرجة أمريكية، ولدت في 1966 في بوسطن في الولايات المتحدة.

## وصلات خارجية
- الموقع الرسمي
- لورين غرينفيلد على موقع IMDb (الإنجليزية)
- لورين غرينفيلد على موقع ألو سيني (الفرنسية)
- لورين غرينفيلد على موقع أول موفي (الإنجليزية)
- لورين غرينفيلد على موقع قاعدة بيانات الفيلم (الإنجليزية)
- لورين غرينفيلد على موقع كينوبويسك (الروسية)